# Paule Gobillard

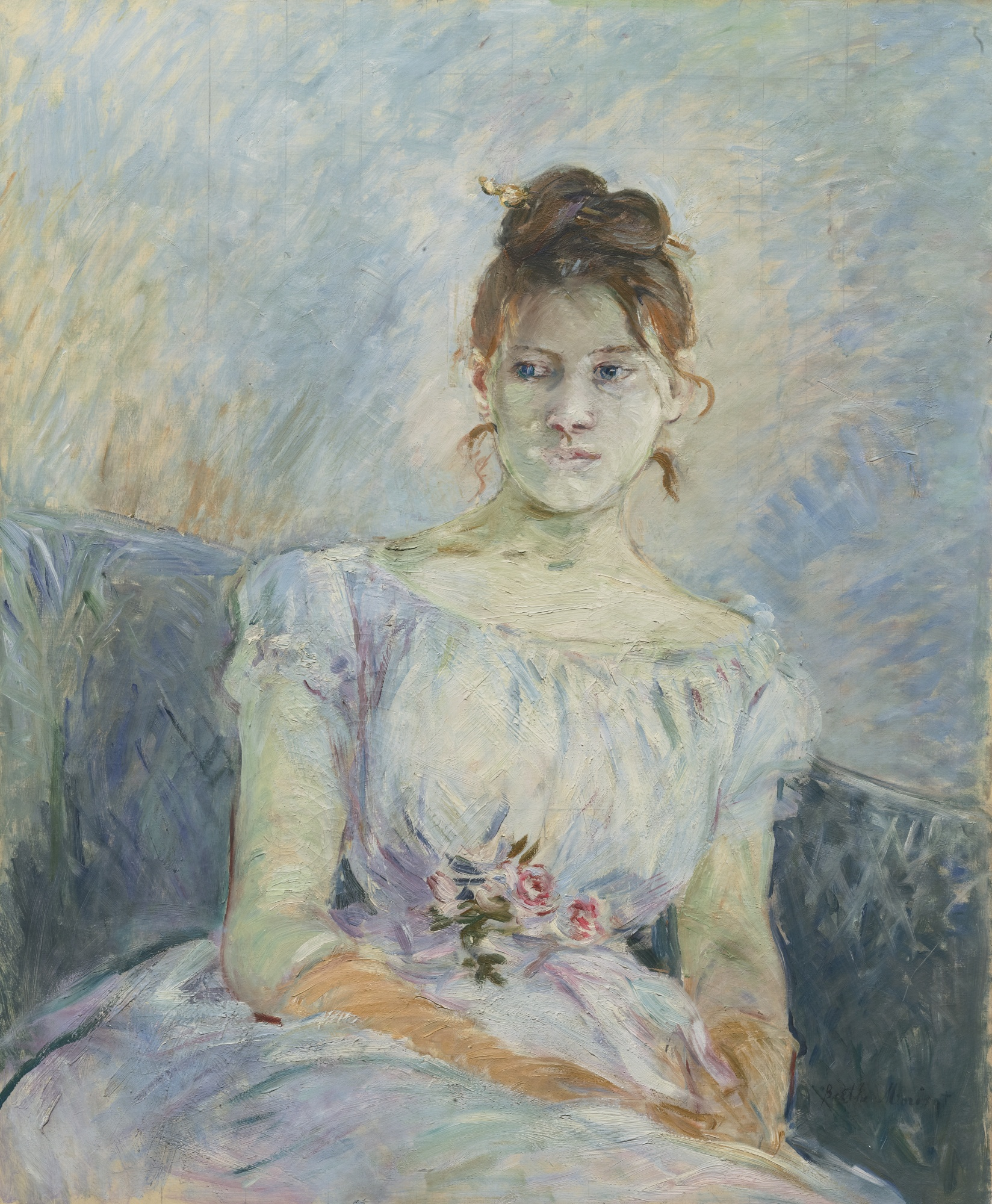
Berthe Morisot: Paule Gobillard en robe de bal, 1887, Privatsammlung

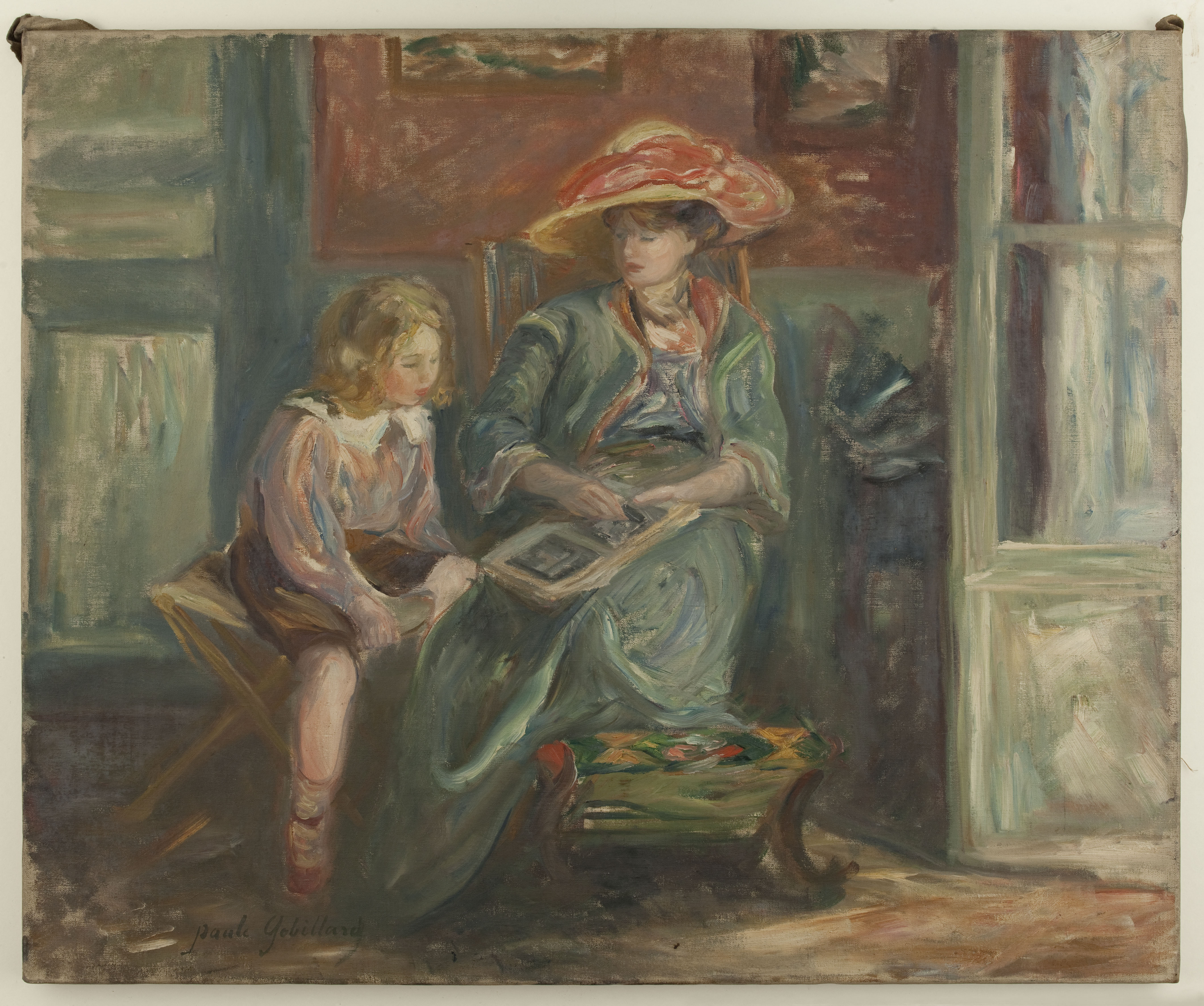
Paule Gobillard: Madame Paul Valéry et son fils Claude, 1910, Petit Palais, Paris

Paule Gobillard (geboren am 3. Dezember 1867 in Quimperlé; gestorben 1946 in Paris) war eine französische Malerin. Sie war wiederholt das Modell ihrer Tante Berthe Morisot und von Pierre-Auguste Renoir.

## Leben
Paule Gobillard kam als ältestes Kind von Théodore Gobillard und seiner Frau Yves, geborene Morisot, in Quimperlé an der bretonischen Atlantikküste zur Welt. Ihre jüngeren Geschwister waren der Bruder Marcel (1872–1922) und die Schwester Jeannie (1877–1970). Ihre Tante war die Malerin Berthe Morisot, die ihrerseits die Schwägerin des Malers Édouard Manet war. Zum künstlerischen Umfeld der Familie gehörte zudem Edgar Degas, der 1869 die Mutter Yves Gobillard porträtierte. Paule Gobillards Vater verstarb 1879, als sie zwölf Jahre alt war. Nach dem Tod ihrer Mutter 1893 zog sie mit ihren Geschwistern in den Haushalt ihrer Tante Berthe Morisot. Ihre Cousine Julie Manet hat in ihrem später veröffentlichten Tagebuch viele Details zum Leben von Paule Gobillards Jugend festgehalten.
Berthe Morisot hat Paule Gobillard mehrfach porträtiert. Zudem gab sie ihr Malerunterricht, ebenso wie ihrer Schwester Jeannie und Julie Manet. Auf Berthe Morisots Rat hin nahm Paule Gobillard zudem Unterricht bei dem Maler Henri Gervex und sie kopierte Gemälde im Louvre. Zusammen mit ihrer Schwester Jeannie besuchte sie 1894 Pierre-August Renoir in Cagnes-sur-Mer, der ihr ebenfalls Malunterricht gab. Auch von Renoir gibt es mehrere Porträts von Paule Gobillard. Nach dem Tod von Berthe Morisot 1895 lebte sie weiterhin zusammen mit ihrer Schwester und der Cousine Julie Manet in einer Wohnung in der Rue de Villejust Nr. 40 (heute Rue Paul Valéry). Zum Freundeskreis der Familie gehörte der von Paule Gobillard porträtierte Schriftsteller Stéphane Mallarmé, der Schriftsteller André Gide und der Maler Odilon Redon. Über Edgar Degas lernten sie 1898 den Schriftsteller Paul Valéry kennen. In einer Doppelhochzeit heiratete Valéry 1900 die Schwester Jeannie Gobillard und die Cousine Julie Manet ehelichte den Maler Ernest Rouart.
Paule Gobillard blieb unverheiratet. Sie lebte auch nach der Hochzeit ihrer Schwester in deren Haushalt. Sie widmete sich fortan ganz der Malerei und schuf Ölbilder, Aquarelle und Pastellbilder. Sie schuf Porträts, Genrebilder, Landschaften und Stillleben. Wiederholt finden sich  als Motiv Szenen mit Kindern und Blumensträuße. Ihr Stil orientiert sich dabei deutlich an der Malweise von Berthe Morisot. Sie stellte ihre Werke 1894–1912 im Salon des Indépendants aus, war 1904–1946 im Salon d’Automne vertreten und beteiligte sich ab 1926 im Salon des Tuileries. 1946 starb Paule Gobillard in Paris.